# La Joya (Campeche)
La Joya es una localidad del estado mexicano de Campeche. Es parte del municipio de Champotón.

## Demografía
| Gráfica de evolución demográfica |
|                                  |

| Censo | Población |
| ----- | --------- |
| 1950  | 241       |
| 1960  | 968       |
| 1970  | 1 543     |
| 1980  | 1 019     |
| 1990  | 1 244     |
| 2000  | 992       |
| 2010  | 1 007     |
| 2020  | 1 192     |